# Daniel Bekono
Daniel N’Dene Bekono (* 31. Mai 1978 in Yaoundé) ist ein ehemaliger kamerunischer Fußballspieler auf der Position des Torwarts.

## Karriere

### Vereine
Bekono begann seine Profikarriere bei Canon Yaoundé; dort war er bis 2002 aktiv. Nach jeweils einem Jahr beim Brunei DPMM FC und Fovu Club schloss er sich dem bulgarischen Klub Beroe Stara Sagora an, für den er fünf Jahre spielte. 2008 wechselte er zu ZSKA Sofia, mit dem er Bulgarischer Meister wurde. 2010 wurde der Torhüter vom Klub aus disziplinarischen Gründen entlassen.

### Nationalmannschaft
Er war Teil der Kamerunischen Nationalmannschaft, die 2000 Afrikameister wurde, bestritt jedoch nur ein einziges Spiel in der Gruppenphase beim 6:1-Auswärtssieg gegen Mosambik. Einige Monate später gehörte er der U23-Auswahl bei den Olympischen Sommerspielen 2000 in Sydney an. Mit dieser gewann der Torwart ebenfalls die Goldmedaille.